# Castiarina puteolata
Castiarina puteolata es una especie de escarabajo del género Castiarina, familia Buprestidae. Fue descrita científicamente por Carter en 1939.